# Nový židovský hřbitov na Smíchově
Nový židovský hřbitov na Smíchově přiléhá ke hřbitovu Malvazinky a přístup k němu je z Peroutkovy ulice (poblíž Urbanovy). Byl založen v roce 1903 a používal se sporadicky až do roku 1990. Na ploše 6205 m² se dochovalo asi 800 náhrobních kamenů.

## Popis
Východní části vévodí novobarokní hrobka Josefa a Rosy Porgesových z Portheimu. Vedle ní se nalézá další hrob téže rodiny: Mathilde von Portheim rozená Phillipp (1831–1909) a Gustav Portheim (1825–1916). U vchodu je umístěna pamětní deska zakladatelů hřbitova. Deska nese následující jména: Ernst Wiener, Karel Schablin, Filip Grabenstein, Alfred Trier, Jindřich Taussig, Samuel Löwit, Vilém Eisner, Markus Roubíček, Ludvík Elišák a Adolf Bergmann.
Z významných literárních osobností je tu pohřben německy píšící básník, překladatel a právník Friedrich Adler (1857–1938). Roku 1956 zde byla uložena urna básníka a prozaika Rudolfa Fuchse (1890–1942), který zahynul v londýnském exilu za německého bombardování. Mezi další významné pohřbené osobnosti patří dlouholetý starosta pohřebního bratrstva Jindřich Taussig (1837–1908) nebo prezidentka Spolku židovských žen na Smíchově Julie Roubíčková (zemřela 1918). Dále se tu nacházejí hroby mnoha významných osobností, lékařů, právníků a podnikatelů.
Po roce 1980 byl hřbitov zmenšen o severní část s dětskými hroby a na místě obřadní síně vyrostla v letech 1982–1985 novostavba modlitebny Církve adventistů sedmého dne. Zmenšen byl i na jihu, zde je plotem oddělen od zahrádky s domkem, při původní jižní zdi lze vidět ještě několik pomníků.

## Galerie

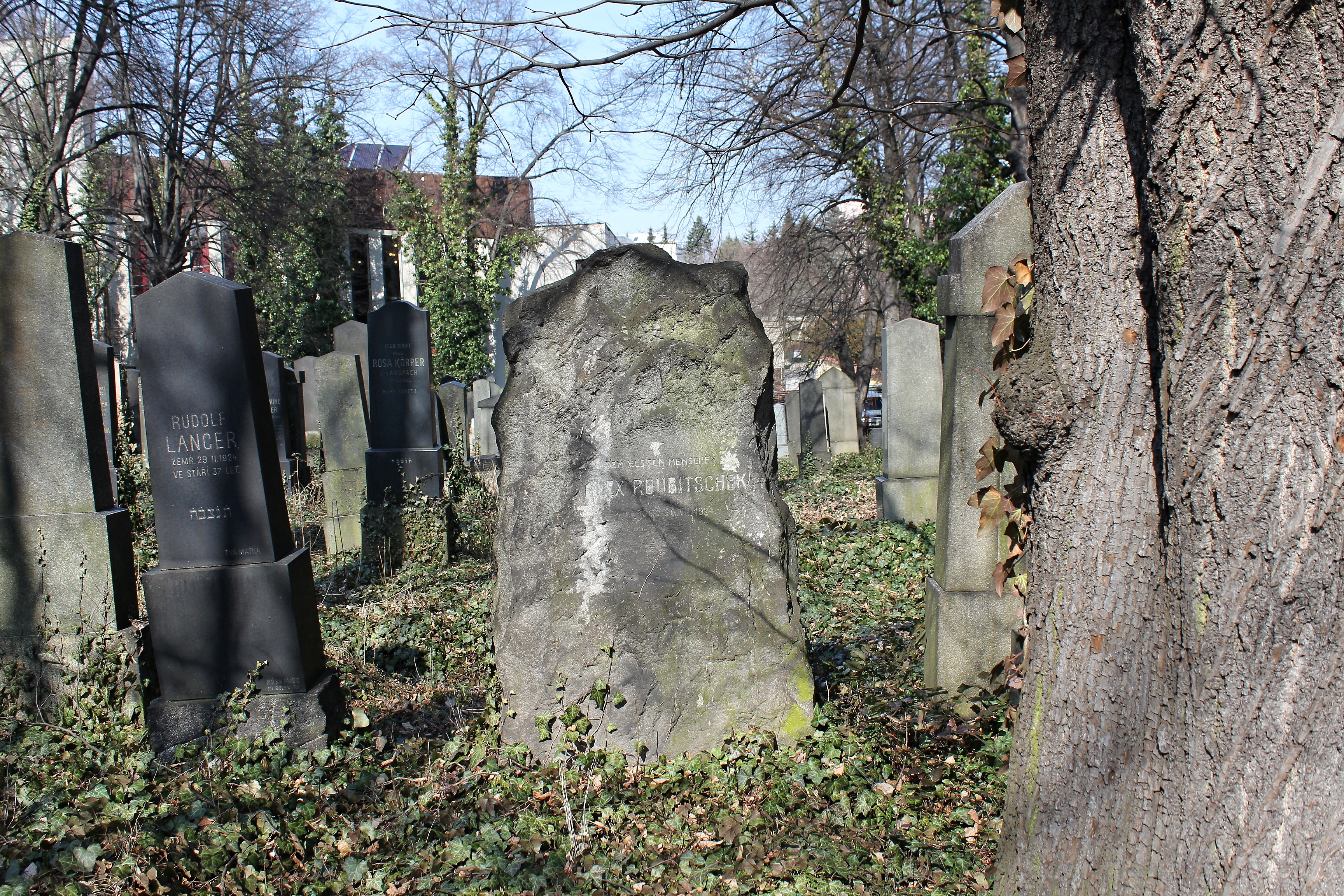
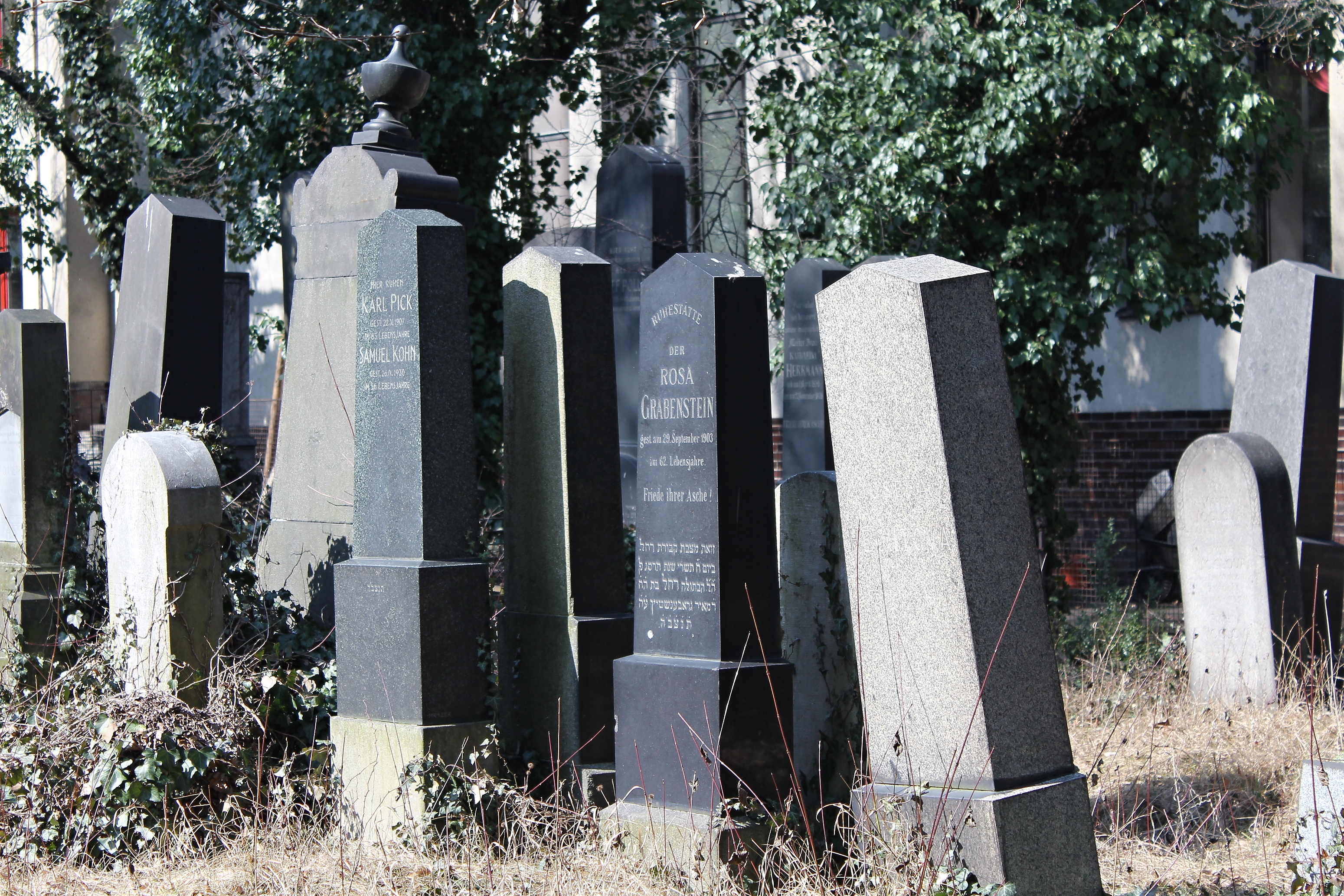
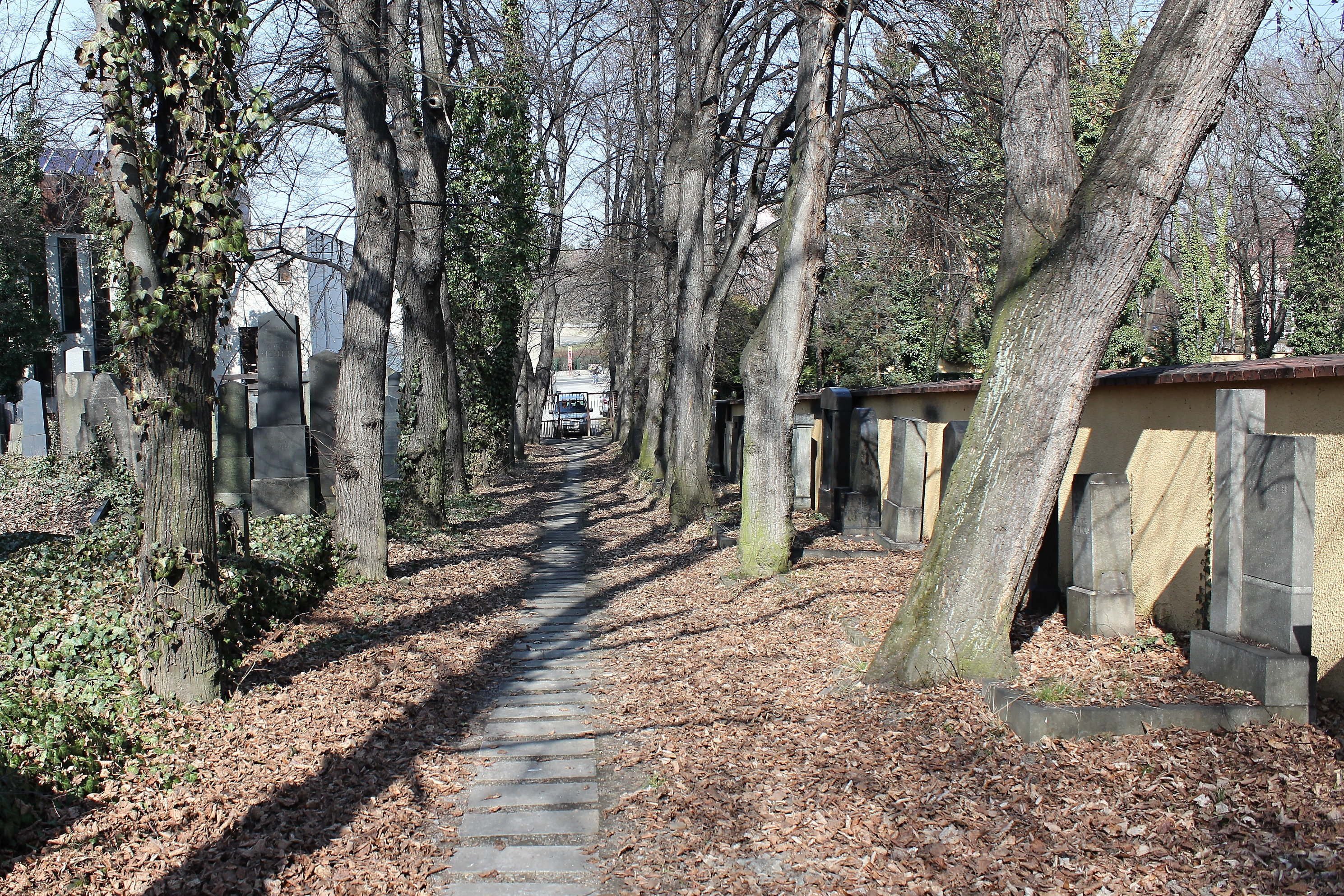
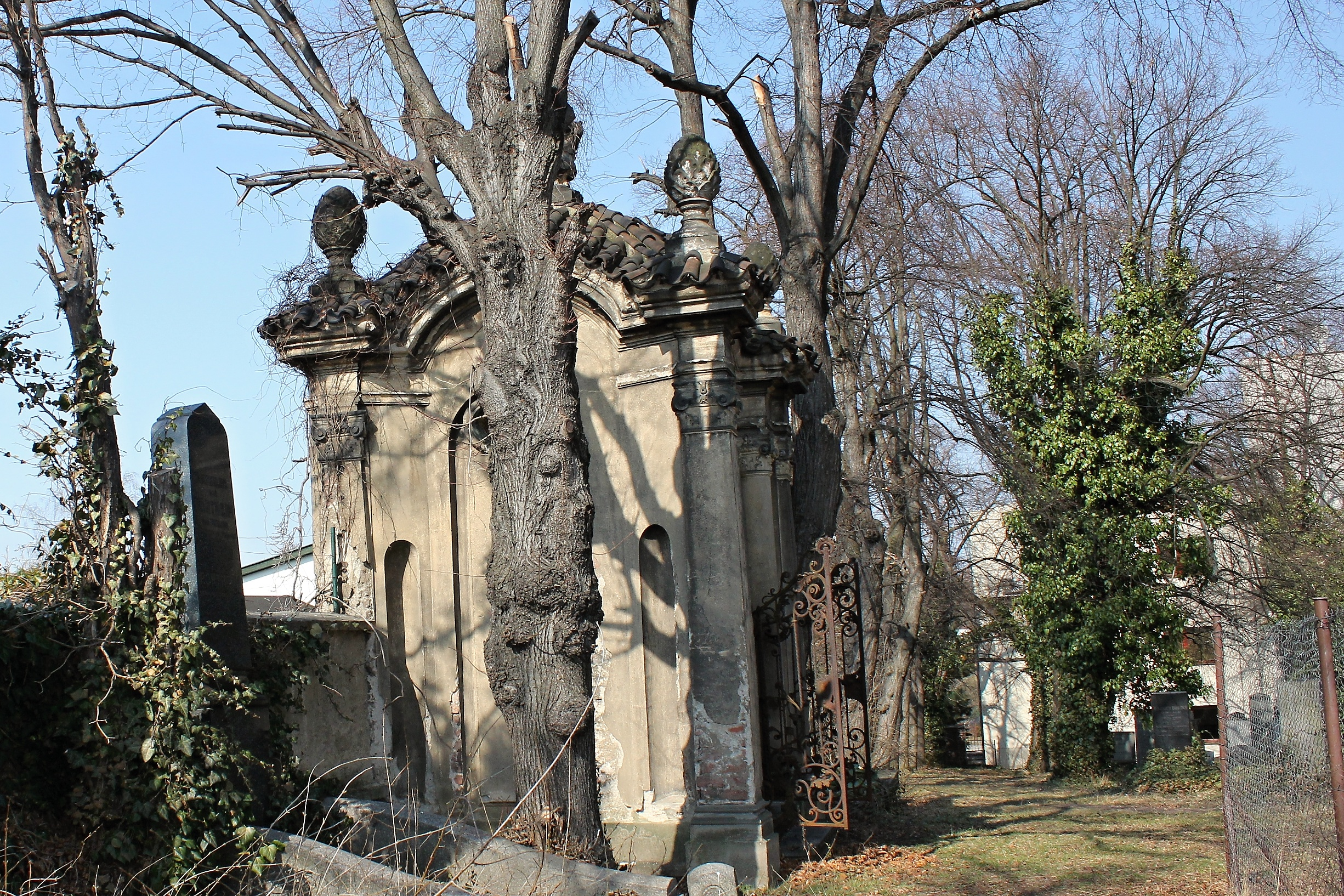
Hrobka Porgesových
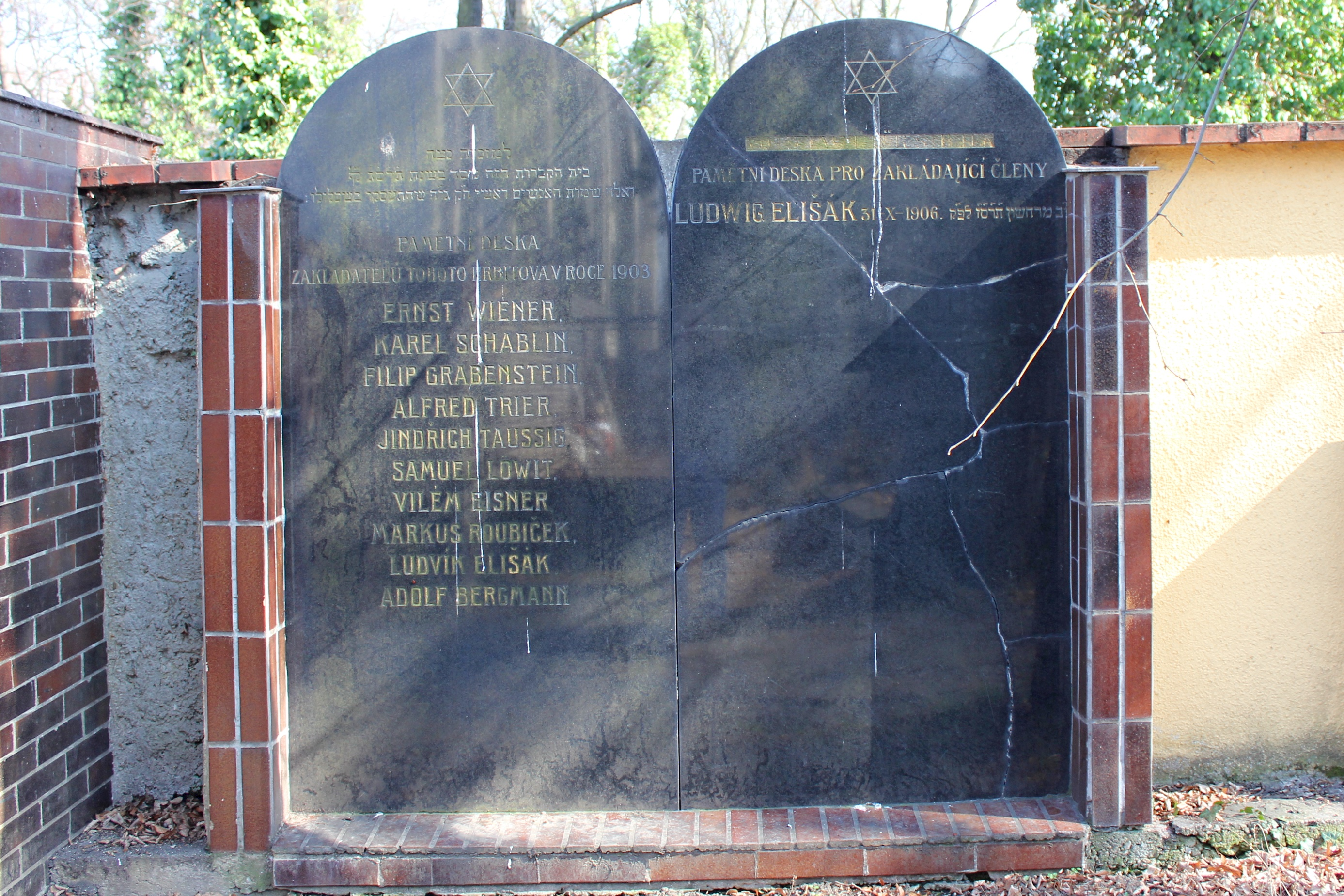
Zakladatelé hřbitova